# М-79 Оса
М-79 Оса је врста оружја која се користи се за уништавање оклопних возила на даљинама до 350 метара и за уништавање непокретних оклопних возила, живих циљева и ватрених средстава у бункерима и другим утврђеним положајима на даљинама до 600 метара.

## Карактеристике
Лансер:
Маса без ракете: 6,2 kg
Маса у борбеном положају: 10,7 kg
Ракета:
Маса ракете: 3,5 kg
Маса контејнера са ракетом: 5,1 kg
Дужина ракете: 672 mm
Дужина контејнера са ракетом: 735 mm
Брисани домет за циљ висине 2 m: 350 m
Теоретски максимални домет: 1.350 m

## Ручни бацач ракета 90М79
Пешадијске јединице ВС за одбрану од противничких оклопних возила и уништавање утврђених положаја користе ручне бацаче ракета (РБР) калибра 90 mm М79 Оса. Као помоћно наоружање користи се на самоходним вишецевним лансерима ракета М77 Огањ.
У наоружање је уведена 1979. године. Ракета се производила у фабрици „Претис“ у Вогошћи, а лансирне цеви од стаклених влакана у фабрици „11. октомбри“ у Прилепу. Лансер може да се користи за максимално 100 гађања. Оса има механички и оптички нишан са повећањем од четири пута.

## Корисници
- Босна и Херцеговина
- Северна Македонија
- Србија
- Хрватска
- Слободна сиријска армија
- Црна Гора